# Bicoleus
Bicoleus – wymarły rodzaj chrząszczy z podrzędu Myxophaga i rodziny Asiocoleidae.
Chrząszcze znane wyłącznie z odcisków pokryw i przedplecza. Wypukła pokrywa miała od 5 do 5,6 mm długości i około 2 mm szerokości. Znajdowały się na niej dwie żebrowate, sięgające w wierzchołkowej części krawędzi zewnętrznych pokrywy żyłki główne, dzielące ją na trzy pola. Szerokie pole zewnętrzne w części środkowej miało 5–6 rzędów komórek, natomiast pozostał pola miały w części środkowej 3 lub 4 rzędy. Liczba rzędów komórek u nasady pokrywy dochodziła do ośmiu, a podgięcie pokrywy miało tylko jeden taki rząd. Komórki miały kształt zaokrąglony, szerokość nieco większą niż żyłki i graniczyły z wyraźnymi guzkami.
Rodzaj i zaliczane doń dwa gatunki opisane zostały w 2013 roku przez Aleksandra Ponomarenkę. Opisów dokonano na podstawie trzech skamieniałości pochodzących z piętra siewierdowinu w permie, odnalezionych na terenie Rosji. Należą tu:
- Bicoleus kuplensis Ponomarenko, 2013 – jego skamieniałość znaleziono w rosyjskim obwodzie orenburskim. Miał pokrywy wydłużone i wąskie, o stosunkowo wąskim polu zewnętrznym. W każdym rzędzie znajdowało się około 30 zaokrąglenie kwadratowych komórek[1].
- Bicoleus laticella Ponomarenko, 2013 – jego skamieniałości znaleziono w rosyjskim obwodzie wołogodzkim. Miał pokrywy szerokie i spłaszczone, o bardzo szerokim polu zewnętrznym, szerszym od pozostałych pól. W każdym rzędzie znajdowało się około 25 dużych, zaokrąglenie sześciokątnych, wydłużonych komórek[1].